# هرمون نباتي

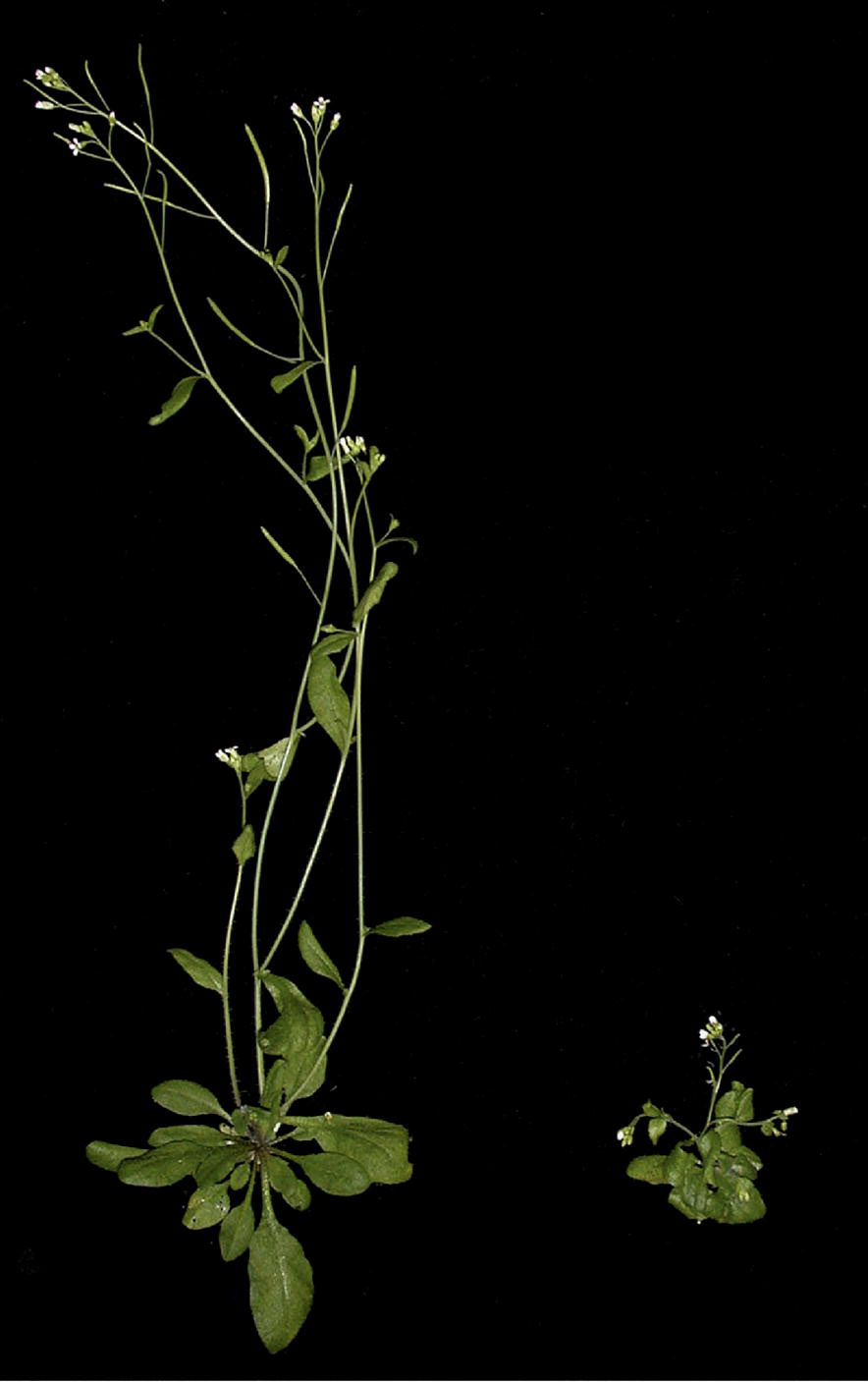

الهرمون النباتي هو مادة كيميائية ينتجها النبات لحث نموه وتنظيمه (زيادة أو نقصاناً أو اتجاهاً). من أهم الهرمونات الطبيعية الأكسين الجبرلين السيتوكينين الإثيلين وحمض التسقيط.
تبعاً لطبيعة التأثير ينقسم الهرمون النباتي إلى مجموعتين:
- مواد منشطة للنمو (بالإنجليزية: Growth Regulators)‏
- مواد مثبطة للنمو (بالإنجليزية: Growth Inhibitors)‏ تنقسم إلى هذه اقسام

## منظمات النمو
تم تصنيع مواد كيميائية مشابهة للهرمون النباتي تركيباً ووظيفة، وأطلق اسم منظم النمو على هذه المواد.

## مشاكل استعمال منظمات النمو
تضاف أحياناً منظمات النمو بشكل عشوائي للنباتات وبتراكيز عالية، مما يؤدي إلى ظهور منتجات زراعية تتميز بضخامتها وتبكير مفرط في الإنتاج. فقد أصبح معتاداً الآن وجود التفاح الحزيراني في السوق والذي يكاد يقارب حجمه حجم برتقالة كبيرة، والبطيخ الأحمر في شهر نيسان، وعناقيد العنب ذات الحبات الضخمة، وحبات بطاطا ذات وزن يصل في بعض الأحيان إلى 1 كغم، وخيار بطول أربعين سنتيمترا وليس فيه بذور. كل هذه منتجات زراعية أنتجت قبل أوانها ولا تتمتع بالخصائص المميزة للنوع من حيث الحجم واللون والطعم الطبيعي نتيجة إضافة الهرمونات إليها.

## مخاطر استعمال منظمات النمو
يتجلى خطر هذه الهرمونات بشكل خاص في زيادتها لمعدل انقسام الخلايا بشكل مفرط يزداد مع ازدياد تركيز الهرمون، ومع عدم إتباع بعض المزارعين الاحتياطات التالية الخاصة باستخدام هذه الهرمونات:
- استخدام هذه الهرمونات بعد ارتداء قفازات وملابس واقية.
- استخدامها بتراكيز دقيقة ومنخفضة.
- رشها على الأزهار المتفتحة ولمرة واحدة فقط دون رش الأوراق أو الساق وذلك عبر وضع الأزهار المتفتحة في راحة الكف المرتدي للقفازات ورشها بانتباه وغالباً فإن الفلاح(الذي لا يراعي قواعد السلامة الصحية) يرش مراراً وبتراكيز مرتفعة مناطق واسعة من النبات، مما يؤدي غالبا لحدوث طفرات في الخلايا الناتجة (تتجلى في تشوه جزء من الثمار وفي تشوه الأوراق في حال تلقيها لهذه الهرمونات)، مما يساهم كعامل في زيادة احتمال الإصابة بالسرطان، إضافة إلى عوامل أخرى كالاستعداد الوراثي والتلوث وغيرها.

## مثبطات النمو
يوجد عدد من مثبطات النمو التي تقلل من سرعة نمو النبات. أهم الهرمونات الطبيعية المثبطة للنمو الإثيلين وحمض التسقيط ومن المواد الصناعية باكلوبوترازول.
ظلت الطبيعة الكيمائية لمثبطات النمو الطبيعية لفترة طويلة غير واضحة لكن في منتصف الأربعينات كانت المواد السامة والتي تعمل على تثبيط النمو قد عزلت من جذور الغوايول وكان أحدهما قد عرفت على انه حمض السيناميك كذلك لاحظ (بالإنجليزية: Audus)‏ سنة 1941 أن بعض اللاكتونات مثل الكومارين تسبب تثبيط النمو. وقد أشار (بالإنجليزية: Cumakavskij & Kefeli)‏ عام 1968 أن السبب في تقزم نباتات البازلاء يرجع إلى زيادة محتواها من مادة الكومارين عن نباتات البازلاء الطبيعية طويلة الساق وهذا المركب كان في البازلاء الطويلة على صورة (بالإنجليزية: Quercetin glycosyl coumarate)‏ وهو الأقل نشاطا فسيولوجياً.
ويعتقد كثير من الباحثين أن منشأ كل من الجبرلين وحمض التسقيط مادة واحدة هي حمض الميفالونيك (بالإنجليزية: Mevalonic acid)‏، بينما يخلق كل من الأوكسين والفينولات من مصدر واحد هو حمض الشيكميك وقد يكون هذا النظام نفسه هو أحد وسائل تنظيم فعل كل منظم نمو في وقت معين وتحت ظروف معينة.

### التأثيرات الحيوية لمثبطات النمو
من أهم التأثيرات الحيوية لهذه المثبطات المساعدة في سكون البراعم والبذور وتساقط الأوراق والأزهار والثمار، والتأثير على قمة التنفس في الثمار، وتكوين الجذور على العقل. كما أنها تعمل كمضادات تمنع الأصابة بأنواع معينة من الأمراض الفطرية والفيروسية والبكتيرية، كما تعمل على توقف نمو الجذور في فصل الشتاء وإعاقة تحول النشا إلى سكر، ومنع اختفاء الهستونات من على جزيئات الدنا مما يؤدي إلى منع إنتاج أنزيمات خاصة بعمليات حيوية مختلفة.
فسر التضاد (بالإنجليزية: Antagonism)‏ بين المثبطات كالفينولات التي تؤثر على الأكسين الداخلي على أساس أن هذه المواد تنشط بعض الأنزيمات الهادمة للأكسين مثل اوكسيديز اندول حمض الخليك وفينوليز حمض كلوروجينيك وكذلك المواد الفينولية التي لها هذا التأثير المنشط للأنزيمات الهادمة للأوكسين مثل (بالإنجليزية: Ferulic acid)‏ و(بالإنجليزية: coumaric acid)‏ وحمض الساليسيليك.
وقد لوحظ أن للكثير من المستخلصات النباتية لمثبطات النمو الطبيعية تأثير مضاعف منشط للنمو (بالإنجليزية: Synergistic effect)‏ مساعد لتأثير الأكسين في إحداث النمو وذلك بتراكيز منخفضة. بينما تعطي التراكيز المرتفعة تأثيراً عكسياً، وهذا التأثير لبعض اللاكتونات مثل الكومارين راجع إلى حدوث تنافس بين الأكسين الداخلي والكومارين على المراكز الغير نشطة للأنزيم مقللة بذلك قدرة الأكسين على العمل.